# Krasnokamensk
Krasnokamensk (ru. Краснокаменск) este un oraș din regiunea Cita, Federația Rusă, cu o populație de 55.92 locuitori.
1. ↑  Federalnîi zakon ot 30.12.2015 № 453-FZ[*] Verificați valoarea |titlelink= (ajutor)